# Respect Party
Respect Party – brytyjska socjalistyczna partia polityczna. Partia działa na terenie Anglii i Walii.
Respect to akronim od słów - Respect, Equality, Socialism, Peace, Environmentalism, Community i Trade Unionism.
Partia jest członkiem Europejskiej Lewicy Antykapitalistycznej.
W 2012 roku kandydat partii George Galloway wygrał wybory parlamentarne w okręgu Bradford West w północnej Anglii, pokonując kandydata Partii Pracy (która wygrywała w tym okręgu wszystkie wybory od 1974 roku).